# Seved Ribbing (1902–1993)
Seved Ribbing, född den 20 december 1902 i Uppsala, död den 7 november 1993 i Linköping, var en svensk läkare. Han var son till Gustaf och Lina Ribbing.
Ribbing avlade medicine licentiatexamen vid Uppsala universitet 1929 och promoverades till medicine doktor 1938. Han var docent i medicinsk radiologi i Uppsala 1941–1947. Ribbing innehade olika läkarförordnanden 1929–1938, var biträdande överläkare vid Sankt Eriks sjukhus 1938–1941, röntgenläkare vid Samariterhemmets sjukhus i Uppsala 1941–1947, lasarettsläkare på  röntgenavdelningen vid Karlskoga lasarett 1947–1954, överläkare på röntgenavdelningen vid regionsjukhuset i Linköping 1954–1970 och extra läkare vid Valla sjukhus 1971–1977. Bland hans skrifter märks Hereditäre, multiple Epiphysenstörungen (doktorsavhandling, 1937). Ribbing blev riddare av Nordstjärneorden 1958. Han vilar i sin familjegrav på Uppsala gamla kyrkogård.